# Agaricus litoralis
Agaricus litoralis (Wakef. & A. Pearson) Pilát – gatunek grzybów należący do rodziny pieczarkowatych (Agaricaceae).

## Systematyka i nazewnictwo
Pozycja w klasyfikacji według Index Fungorum: Agaricaceae, Agaricales, Agaricomycetidae, Agaricomycetes, Agaricomycotina, Basidiomycota, Fungi.
Po raz pierwszy takson ten opisał Christian Hendrik Persoon, potem Elsi Maud Wakefield, który w 1946 r. nadał mu nazwę Psaliota litoralis. Obecną, uznaną przez Index Fungorum nazwę nadał mu w 1952 r. Albert Pilát, przenosząc go do rodzaju Agaricus.

## Charakterystyka
Grzyby jadalne. Kapelusz o średnicy 4–8 cm, w centralnej części lekko żółtawy lub brązowawy, pokryty przylegającymi łuskami z blaszkowatym hymenoforem, umieszczonym na maczugowatym trzonie, do którego przyrośnięty jest wąski, zwisający pierścień. Charakterystyczną cechą Agaricus litoralis jest obecność cystyd na ostrzach blaszek.

## Występowanie i siedlisko
Najwięcej stanowisk Agaricus litoralis podano w Europie, poza nią pojedyncze w Afryce, Azji i na Nowej Zelandii. Brak go w opracowanym w 2003 r. przez W. Wojewodę wykazie wielkoowocnikowych grzybów podstawkowych Polski, ale jego stanowiska podano w latach późniejszych.
Naziemny grzyb saprotroficzny występujący na łąkach, obrzeżach lasów, czasami w zaroślach, owocniki wytwarza od lipca do września.